# Elliott Morris Devred
Elliott Morris Devred (* 11. Mai 1998 in Birmingham, Vereinigtes Königreich) ist ein walisischer Squashspieler.

## Karriere
Elliott Morris Devred spielte erstmals 2018 auf der PSA World Tour und gewann auf dieser bislang zwei Titel. Seine höchste Platzierung in der Weltrangliste erreichte er mit Rang 120 am 20. März 2023. Seit 2017 hat er mit der walisischen Nationalmannschaft an bislang sechs Europameisterschaften teilgenommen. 2023 gehörte Morris Devred zum walisischen Kader bei der Weltmeisterschaft.

## Erfolge
- Gewonnene PSA-Titel: 2